# 1326
- Wikisource

| Calendário gregoriano                                                        | 1326 MCCCXXVI                                         |
| Ab urbe condita                                                              | 2079                                                  |
| Calendário arménio                                                           | 775 – 776                                             |
| Calendário bahá'í                                                            | -518 – -517                                           |
| Calendário budista                                                           | 1870                                                  |
| Calendário chinês                                                            | 4022 – 4023 Início a 3 de fevereiro (aproximadamente) |
| Calendário copta                                                             | 1042 – 1043                                           |
| Calendário etíope                                                            | 1318 – 1319                                           |
| Calendários hindus - Vikram Samvat - Calendário nacional indiano - Cáli Iuga | 1381 – 1382 1247 – 1248 4426 – 4427                   |
| Calendário Holoceno                                                          | 11326                                                 |
| Calendário islâmico                                                          | 726 – 727                                             |
| Calendário judaico                                                           | 5086 – 5087                                           |
| Calendário persa                                                             | 704 – 705                                             |
| Calendário rúnico                                                            | 1576                                                  |
| Calendário solar tailandês                                                   | 1869                                                  |

1326 (MCCCXXVI, na numeração romana) foi um ano comum do século XIV do Calendário Juliano, da Era de Cristo, e a sua letra dominical foi E (52 semanas), teve início a uma quarta-feira e terminou também a uma quarta-feira.
No reino de Portugal estava em vigor a Era de César que já contava 1364 anos.
| Ano completo                        |
| ----------------------------------- |
| Ano comum com início à quarta-feira |

## Eventos
- Isabel de França, rainha consorte de Inglaterra, invade o país à frente de um exército com vista a afastar o marido, Eduardo II de Inglaterra, do trono; será bem sucedida e no ano seguinte o rei abdica para o filho Eduardo III.

## Nascimentos
- Papa Gregório XII.
- Martin Fernandes de Portocarreiro m. 1370, II Senhor de Moguer e I Villanueva del Fresno originário da Casa de Portocarreiro.